# Tomica
Tomica (トミカ) is de merknaam voor modelauto's van de Japanse firma Tomy.
Tomica maakt auto's op een schaal van 1:64 (als de Matchbox-schaal). Men maakt natuurlijk veel Japanse auto's, maar ook Europese en Amerikaanse auto's worden niet overgeslagen.
Tomica auto's hebben in de verzamelwereld een beetje een cultstatus, omdat ze als een van de weinige zoveel Japanse auto's maken. Daarbij is de kwaliteit uitmuntend te noemen. Gedetailleerde "casts" en beschilderingen maken ze zeer gewild.
Abrex ·
Action ·
Agat ·
AHC Models ·
Amalgam ·
AWM ·
Apek ·
Artitec ·
Aurometal ·
Autoart ·
B-A-C ·
Bandai ·
Barlux ·
Best box ·
Bburago ·
BGM ·
Biante ·
Blue Box ·
Brami ·
Brekina ·
Britains ·
Buby ·
Budgie ·
Bymo ·
Cararama ·
Carex ·
Carisma ·
Carson ·
Charbens ·
Champion ·
CM's ·
Compact Specials Europe ·
Conrad ·
Corgi ·
Darda ·
DeAgostini ·
De Backer ·
Diamond Label ·
Dinky Toys ·
Doorkey ·
Edocar ·
Efsi ·
Eko ·
Elekon ·
Eligor ·
Ellas ·
ERTL ·
Espewe ·
Estetyka ·
Exoto ·
Faller ·
Galgo ·
Gama ·
Gasquy ·
Gisima ·
GMP ·
Greenlight ·
Grell ·
Guiloy ·
Guisval ·
Hasegawa ·
Herpa ·
Highspeed ·
Holland Oto ·
Hongwell ·
Hot Wheels ·
Husky ·
Igra ·
Italeri ·
J.M.K. ·
Jada Toys ·
Joal ·
Johnny Lightning ·
Jouef ·
Joy city ·
Kaden ·
KEES ·
Kenner ·
Kentoys ·
Konami ·
KOVAP ·
Kyosho ·
LEGO ·
Lesney ·
Limocars ·
Lion Toys ·
Lledo ·
Lone Star ·
Maisto ·
Majorette ·
Märklin ·
Marx ·
Matchbox ·
Mebetoys ·
Mercury ·
Metchy ·
Miho ·
Miniauto ·
MiniChamps ·
Mira ·
Monogram ·
Monti System ·
Morestone ·
MotorMax ·
Muky ·
Neo Scale Models ·
New Ray ·
Norev ·
Norscot ·
Novoexport ·
NZG ·
Onyx ·
Oxford Diecast ·
Permot ·
Pilen ·
Pioneer ·
Plasticart ·
Playart ·
Pocher ·
Poliguri ·
Polistil ·
Politoys ·
Portegies ·
Premium Classixxs ·
Racing Champions ·
Radon ·
Rainbow Toys ·
R.A.M.I. ·
Realtoy ·
Real-X ·
Redbox ·
REI ·
Replicars ·
Retro 43 ·
Revell ·
Rietze ·
Rivarossi ·
Road Signature ·
Roco ·
Ros ·
RW Modell ·
Sablon ·
Safir ·
Schabak ·
Schuco ·
SEBA ·
Septoy ·
Shelby Collectables ·
SIKU ·
Směr ·
Solido ·
Spark ·
Speedy ·
Summer ·
Tamiya ·
Tantal ·
Tekno ·
Tematoys ·
Tin Toys ·
Tomica ·
Tonka ·
Tootsietoy ·
Tuf Tots ·
Universal Hobbies ·
Valvoline ·
Vemi ·
Welly ·
Wiking ·
Winner ·
Wörlein ·
WSI ·
X-concepts ·
Yatming ·
Yaxon ·
Yow Modellini ·
Zee toys ·
Zylmex